# Сосфен (апостол от 70)
Свято́й апо́стол Сосфе́н — апостол от семидесяти. Этот апостол упоминается в Апостольских Деяниях (XVIII, 17), в 1-м послании к Коринфянам (1:1) — в приветствии: «Павел, волею Божиею призванный Апостол Иисуса Христа, и Сосфен брат…».

## В Новом Завете
Во время второго путешествия (в 53—54), ап. Павел из Афин прибыл в Коринф, где временно жил у Акилы и Прискиллы (Деян. XXIII, 1, 2), а по прибытии Силы и Тимофея апостол, вероятно, вследствие тесноты помещения в доме Акилы, перешёл к некоторому чтущему Бога человеку именем Иусту, дом которого находился близ синагоги. Крисп же, начальник синагоги, уверовал в Господа со всем домом своим; многие из Коринфян, слушая, уверовали и крестились (Деян. XXIII, 7, 8). И пробыл св. Павел в Коринфе полтора года, поучая Коринфян слову Божию. Между тем, во время проконсульства Галлиона в Ахаии, иудеи единодушно напали на Павла (за его благовестие о Христе) и привели его пред судилище, говоря, что он учит людей чтить Бога не по закону. Когда же Павел хотел открыть уста, Галлион сказал привёдшим к нему Апостола: «Иудеи! Если бы какая-нибудь была обида, или злой умысел, то я имел бы причину выслушать вас; но когда идёт спор об учении и об именах, и о законе вашем, то разбирайтесь сами: я не хочу быть судьёю в этом». И прогнал их от судилища. После сего все еллины, схватив Сосфена, начальника синагоги (вероятно, он был преемником Криспа по заведованию синагогой, или может быть он начальствовал в другой синагоге, так как в Коринфе много жило иудеев, которые, конечно, имели несколько синагог), били его пред судилищем, и Галлион ни мало не беспокоился о том (Деян. XXIII, 12 — 17). Вероятно, иудеи своими жалобами беспокоили не раз уже правителей Ахаии, а потому Галлион, желая наказать беспокойных евреев, не обращал должного внимания на побоища подобного рода. Ап. Павел после этого случая, пробывши довольно дней, простился с братьями (учениками) Коринфской церкви и отплыл (из Коринфа) в Сирию; с ним отправились Акила и Прискилла и, вероятно, Сосфен, принявший христианскую веру от св. Павла, из опасения новых оскорблений от врагов христианства, отправился к Апостолу и жил при нём; по крайней мере сопребывание Сосфена с ап. Павлом в Ефесе не подлежит сомнению. Из этого города в 55 году апостол Павел написал своё первое послание к Коринфянам и в этом послании приветствует Коринфских христиан и от имени, их согражданина, Сосфена. "Павел, волею Божией призванный Апостол Иисуса Христа и Сосфен, брат церкви Божией, находящейся в Коринфе… Благодать и мир от Бога Отца нашего и Господа Иисуса Христа (I Коринф. I, 1. 3). Более в свящ. книгах Нового Завета не встречается имя св. Сосфена.

## Дальнейшая жизнь
В списках св. 70 Апостол, (у Дорофея и др.) имя Сосфена упоминается. В Четьи Минеях св. Димитрия Ростовского (на основании Дорофеева сказания) сообщается о Сосфене следующее: «Сосфен святый, иже по Криспе святом начальник сый собору иудейскому, Павломъ святым к вере обращён, о нём же пишется в Деяниях апостольских (XXIII, 17): Емше же вси еллины Сосфена: начальника собора, бияху пред судилищем, его же воспоминает и сам Павел святый купно с собою в епистолии к Коринфянам, начинаемой сице: Павел званный Апостол Иисус Христов, волею Божиею и Сосфен, брат. Бысть епископ в Колофонии» (Январь. Киев, 1884 л. 45). Евсевий в Церковной истории (кн. 1 гл. 5, стр. 45) пишет: «Имена Апостолов (12) Спасителя всякому известны из Евангелий, но списка 70 его учеников нигде никакого нет. Говорит, впрочем, что одним из них был Варнака… К ним же (70) принадлежал, говорят, и Сосфен, вместе с Павлом, писавший к Коринфянам». Но невероятно, чтобы Сосфен, писавший с Апостолом к Коринфской Церкви, через 20 лет (или более), по своём избрании Самим Господом (Лук. X, I) в Апостолы, был начальником иудейской синагоги в Коринфе. Основная часть останков святого апостола Сосфена находится в русском Пантелеимоновом монастыре на горе Афон. 

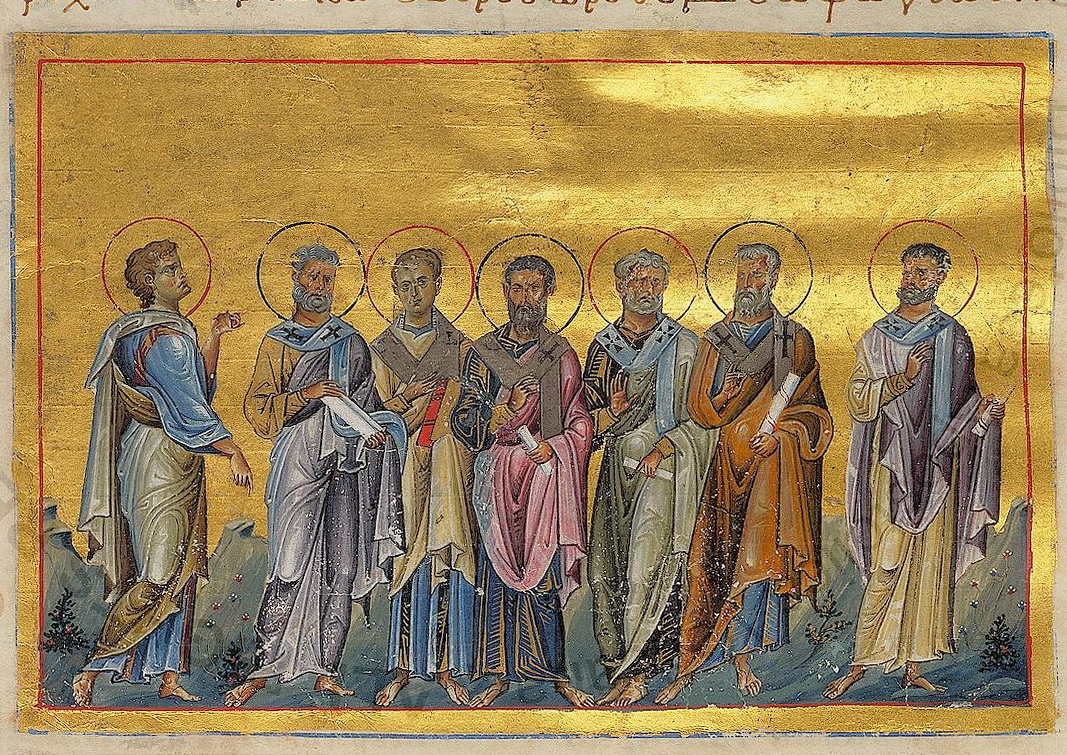
Святые Апостолы от 70-ти: Сосфен, Аполлос, Тихик, Епафродит, Онисифор и Цезарь из Диррахия
(Минологий Василия II)

Вероятно, Сосфен, упоминаемый Евсевием, был совершенно другое, отличное от Сосфена (Коринфского), лицо. Св. Сосфен впоследствии был епископом в г. Колофонии в Малой Азии; когда и какою смертью он скончался, неизвестно. В Православной церкви его память 8 декабря вместе со св. Аполлосом и друг.; а также 4 января в соборе 70 Апостолов. У католиков память его 28 ноября. Некоторые толкователи св. Писания обращают внимание на то, почему Еллины били Сосфена, начальника синагоги. Одни (Фаррар 631 стр., Гроций, Каэтан и др.) считали его (Сосфена) главным предводителем попустивших и других иудеев вести св. ап. Павла к Галлиону, и Еллины (язычники), видя неблагосклонное отношение своего градоначальника, воспользовались удобным случаем, чтобы накопившуюся у них на иудеев злобу излить на Сосфена как виновника возмущения иудеев, а другие думают (Златоуст, Феодорит, Экумений), что бившие Сосфена были не еллины, а иудеи, что, прогнанные Галлионом вздумали наказать Сосфена, по их мнению, тайного друга Павла допустившего ему проповедовать в Синагоге. Допускающие второе мнение полагают, что этот Сосфен одно лицо с Сосфеном, упоминаемым в 1-м Послании к Коринфянам (I, 1).